# De Moreau

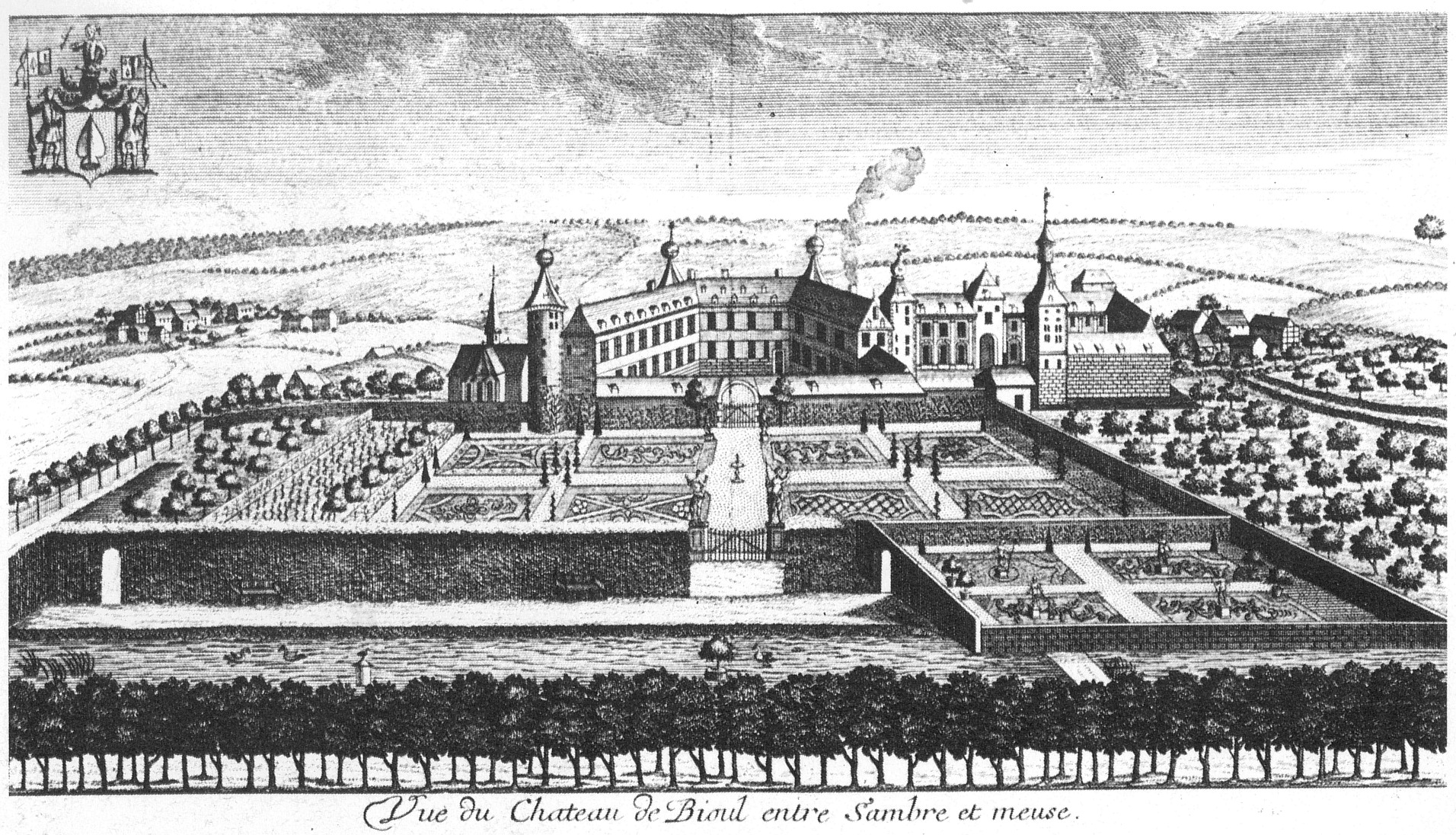
Achttiende-eeuws zicht op het kasteel en park de Moreau in Bioul

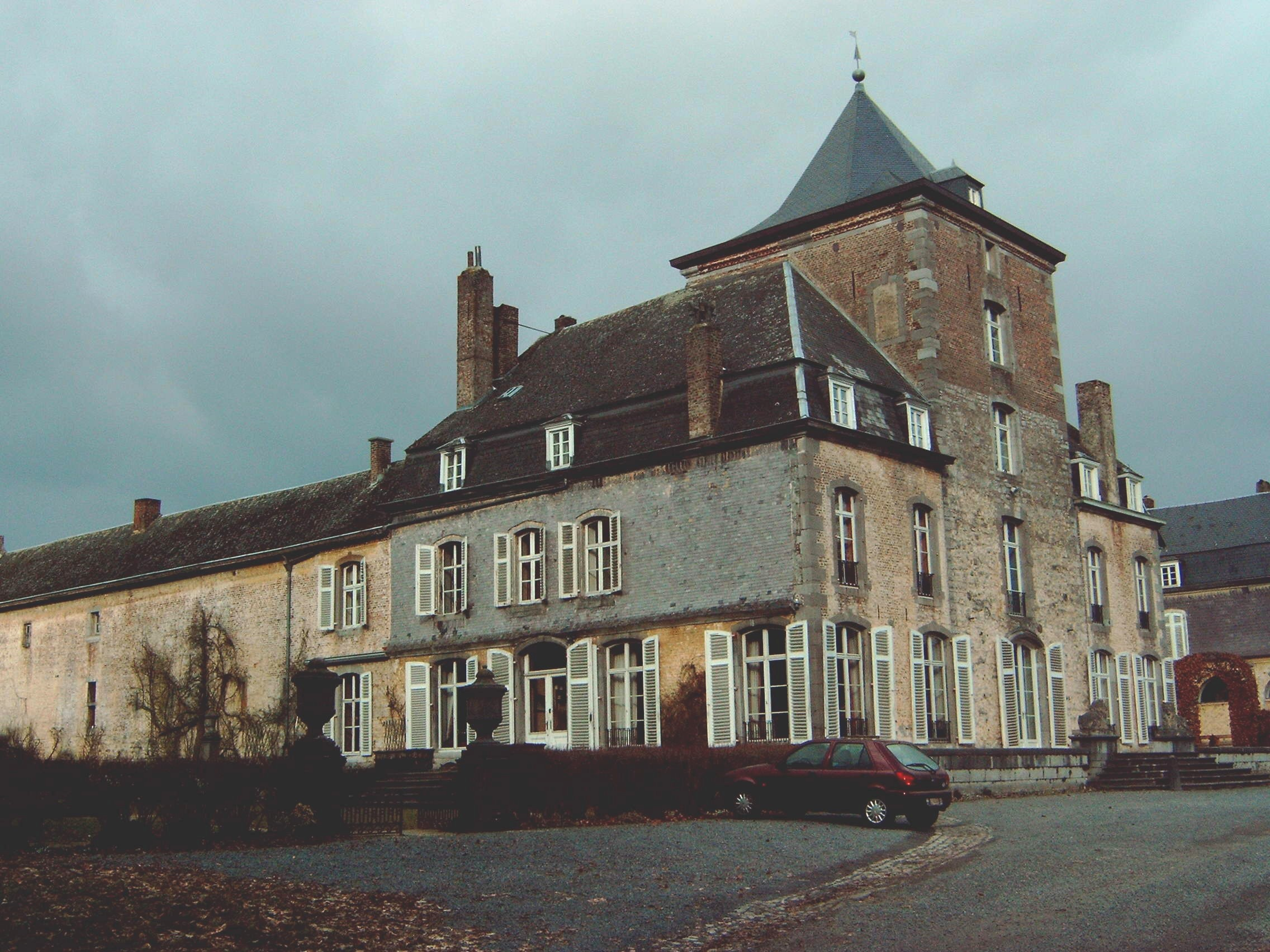
Het kasteel van Andoy in Wierde, dat zijn naam gaf aan een deel van de familie de Moreau

De Moreau was een familie van Zuid-Nederlandse adel.

## Geschiedenis
De familie de Moreau was rijk geworden als 'maîtres de forges' in de Zuid-Nederlandse ijzerfabricage en dit leidde tot opname in de adel.
In 1702 werd Guillaume de Moreau door keizer Leopold I opgenomen in de adel. In 1703 werd hem een titel van baron toegekend.
In 1731 verleende keizer Karel VI adeldom "voor zoveel als nodig", met de titel van ridder aan Guillaume-Nicolas de Moreau, de overgrootvader van de hiernavolgenden.

## Jean-Michel de Moreau
Jean Michel Raymond Ghislain de Moreau (Namen, 16 december 1765 - Bioul, 3 juli 1835), ook genaamd de Moreau de Bioul, kreeg een verzorgde opvoeding en huisonderricht door de Franse jezuïet Blanchard. Hij studeerde vervolgens wijsbegeerte en rechten aan de universiteit van Reims.
Toen hij in 1787 naar Bioul terugkeerde stond het land in rep en roer. Hij aanvaardde, op verzoek van zijn dorpsgenoten, als kapitein van een compagnie Burgerwacht te fungeren in Namen. Hij was echter geen voorstander van de opstand tegen de Oostenrijkse overheid en nam in 1789 ontslag. Hij verliet het land en doorliep gedurende een drietal jaren Frankrijk, Italië, Zwitserland en Duitsland. Hij was er vooral geïnteresseerd in de architectuur en in de archeologie.
Teruggekeerd in 1794 moest hij zich verdedigen tegen de zware belastingen en confiscaties die het Franse regime oplegde. Eenmaal het Consulaat een rustiger tijd deed verhopen, sloot hij zich aan bij het regime. Hij werd lid van de algemene raad van het departement Samber en Maas en aanvaardde ook onderprefect voor Dinant te worden.
In 1816, ten tijde van het Verenigd Koninkrijk der Nederlanden, werd hij erkend in de erfelijke adel, met de titel ridder overdraagbaar op alle mannelijke afstammelingen en benoeming in de Ridderschap van de provincie Namen. Hij werd lid van de Tweede Kamer der Staten-Generaal. Toen hij tegenstand kreeg omdat hij te zeer de kant van koning Willem I der Nederlanden koos en niet meer herkozen werd, benoemde de koning hem in de Eerste Kamer der Staten-Generaal.
In 1830 bleef hij trouw aan Oranje. Het enige ambt dat hij aanvaardde was dat van burgemeester van Bioul.
Jean-Michel de Moreau was een zoon van Guillaume de Moreau, heer van Bioul en Dommelbroeck, en van Jeanne-Ferdinande Raymond. Hij trouwde met Eleonore de Berlo-Suys (1777-1815). Ze hadden een enige zoon, Felix de Moreau (1815-1872), die trouwde met Adèle de Jacquier de Rosée (1815-1897), maar het huwelijk bleef kinderloos, met uitdoving van deze familietak tot gevolg.

### Werken
De Moreau publiceerde:
- L'architecture de Vitruve, vertaling uit het Italiaans, Brussel, 1816.

Hij schreef veel teksten die in handschrift zijn gebleven, onder meer reiservaringen, en:
- Traité des machines de guerre des anciens.
- Voyage en Italie.

## Charles de Moreau
- Charles Joseph Guillaume de Moreau (Namen, 16 december 1766 - Wierde, 4 november 1828), broer van bovengenoemde, was luitenant in het regiment van Murray. Hij werd in 1816 erkend in de erfelijke adel met de titel ridder, overdraagbaar op alle afstammelingen, en met benoeming in de Ridderschap van Namen. Hij werd lid van de Provinciale Staten voor deze provincie. Hij trouwde in 1789 met Isabelle de Jacquier de Rosée († 1791) en in tweede huwelijk met Marie-Philippine Bodart (1768-1824).
  - Adolphe de Moreau (1808-1848), lid van de provincieraad van Namen, lid van de Ridderschap van Namen, burgemeester van Wierde, trouwde in 1830 met barones Pauline de Goër de Herve (1808-1872). Ze hadden vijf kinderen.
    - Leopold de Moreau (1833-1864), burgemeester van Wierde, trouwde met Laure de Montpellier d'Annevoie (1808-1872) die, weduwe geworden, intrad in de Karmel van Luik.
    - Edmond de Moreau (1834-1877) werd priester, adjunct-deken van het kapittel van de kathedraal, geheim kamerheer van de paus.
    - Alphonse de Moreau (1840-1911), volksvertegenwoordiger, minister, burgemeester van Wierde, trouwde met Gabrielle de Grand Ry (1847-1915). Ze hadden acht kinderen.
      - Marie-Thérèse de Moreau (1867-1943) trouwde met burggraaf André Simonis, senator.
      - Adolphe de Moreau d'Andoy (1870-1943), generaal bij de cavalerie, burgemeester van Wierde, provincieraadslid van Namen, verkreeg in 1929 d'Andoy bij de familienaam te mogen voegen. Hij trouwde met Eveline Coppée (1873-1954). Ze hadden zes kinderen.
        - Guillaume de Moreau d'Andoy (1901-1940). Hij werd priester en militair aalmoezenier. Hij sneuvelde bij Meulebeke op 25 mei 1940.
        - Edmond de Moreau d'Andoy (1902-1984) lid van het verzet tijdens de Tweede Wereldoorlog, werd in 1930 baron, overdraagbaar bij eerstgeboorte. Hij trouwde met Ghislaine de Radzitzky d'Ostrowick en ze hadden 5 kinderen.
        - Jean de Moreau d'Andoy (1906-1944), burgemeester van Wierde, trouwde met Gabrielle d'Hoffschmidt. Ze hadden een zoon en een dochter, met nageslacht. Hij stierf in het concentratiekamp Dora op 3 december 1944.

      - Leopold de Moreau (1872-1942) werd in 1930 baron, overdraagbaar bij eerstgeboorte. Hij trouwde met Isabelle de Bethune Hesdigneul (1874-1952), met nageslacht tot heden.
      - Constantin de Moreau d'Andoy (1874-1942) werd benedictijn in de abdij van Maredsous.
      - Édouard de Moreau d'Andoy (1879-1952) werd jezuïet, kerkhistoricus, corresponderend lid van de Koninklijke Academie van België.
      - Louise de Moreau d'Andoy (1883-1970) trouwde met Edmond Carton de Wiart, grootmaarschalk van het hof.